# Cehî, Stara Sîneava
Cehî (în ucraineană Чехи) este un sat în comuna Zastavți din raionul Stara Sîneava, regiunea Hmelnîțkîi, Ucraina.

## Demografie
Componența lingvistică a localității Cehî
     Ucraineană (98,44%)
     Alte limbi (1,56%)
Conform recensământului din 2001, majoritatea populației localității Cehî era vorbitoare de ucraineană (98,44%), existând în minoritate și vorbitori de alte limbi.